# Río Autana
Pour les articles homonymes, voir Autana.
Le río Autana est un cours d'eau de l'Amazonie vénézuélienne. Situé dans l'État d'Amazonas, il est un sous affluent de l'Orénoque et se jette en rive gauche du río Sipapo dont il est l'un des principaux affluents. Il prend sa source dans le massif de Cuao-Sipapo.